# Traben-Trarbach (Schiff, 1966)
Die Traben-Trarbach ist ein deutsches Fahrgastschiff.

## Geschichte
Das Schiff wurde im Jahr 1966 auf der Schiffswerft Fritz Bausch in Köln-Deutz gebaut. 1975 gehörte es zusammen mit der Maria von Beilstein zur Flotte der Rhein- und Moselschiffahrt Gerhard Collée in Koblenz. Es war damals 29,65 Meter lang, 6,18 Meter breit und für 300 Fahrgäste zugelassen. Die Motorisierung mit 320 PS erlaubte eine Geschwindigkeit von 22 km/h. Schubert gibt im Jahr 2000 noch dieselben Schiffsmaße an, erwähnt aber zwei Motoren mit je 200 PS und eine Zulassung für 250 Personen. Zu Schuberts Zeit gehörte das Schiff zu den Beständen der Personenschifffahrt Gebr. Kolb in Briedern an der Mosel. 2015 wurde das Schiff in Oberwinter verlängert und die Toilettenanlage wurde erneuert. Damit waren die Umbauten aber offenbar noch nicht abgeschlossen, die geplant worden waren. In einer Verkaufsanzeige, die im Jahr 2022 noch Gültigkeit hatte – die Traben-Trarbach wurde zu einem Preis von 370.000 Euro angeboten –, wurde erläutert, dass zunächst vor allem die Bodenbleche achtern erneuert worden waren. Außerdem war ein neues Totholz mit eingebauter Kielkühlung vorgesehen worden. Weitere Umbauarbeiten ab der Höhe des Hauptdecks waren vorgesehen, aber offenbar noch nicht durchgeführt, als das Schiff zum Verkauf angeboten wurde.